# Oromus alpinus
Oromus alpinus är en skalbaggsart som beskrevs av Giovanni Antonio Scopoli 1763. Oromus alpinus ingår i släktet Oromus och familjen Aphodiidae. Inga underarter finns listade i Catalogue of Life.